# Reyer Venezia Mestre 2018-2019
Questa voce raccoglie le informazioni riguardanti la Reyer Venezia Mestre nelle competizioni ufficiali della stagione 2018-2019.

## Stagione
La stagione 2018-2019 della Reyer Venezia Mestre sponsorizzata Umana, è la 49ª nel massimo campionato italiano di pallacanestro, la Serie A.
All'inizio della nuova stagione la Lega Basket decise di modificare il regolamento riguardo al numero di giocatori stranieri da schierare contemporaneamente in campo. Si decise così di optare per la scelta della formula con 6 giocatori stranieri senza vincoli.

## Roster
Aggiornato al 9 gennaio 2018.
| Umana Reyer Venezia Mestre 2018-19 | Umana Reyer Venezia Mestre 2018-19 |
| Giocatori                          | Staff tecnico                      |
| ---------------------------------- | ---------------------------------- |

| N. | Naz.                                        | Ruolo | Nome               | Anno | Alt.   | Peso   |  |
| -- | ------------------------------------------- | ----- | ------------------ | ---- | ------ | ------ |  |
| 0  | Stati Uniti (bandiera) · Georgia (bandiera) | P     | Marquez Haynes (C) | 1986 | 191 cm | 84 kg  |  |
| 1  | Stati Uniti (bandiera)                      | GA    | D.J. Kennedy       | 1989 | 198 cm | 98 kg  |  |
| 5  | Stati Uniti (bandiera)                      | P     | Julyan Stone       | 1988 | 198 cm | 91 kg  |  |
| 6  | Stati Uniti (bandiera) · Grecia (bandiera)  | AP    | Michael Bramos     | 1987 | 198 cm | 102 kg |  |
| 7  | Italia (bandiera)                           | G     | Stefano Tonut      | 1993 | 194 cm | 90 kg  |  |
| 9  | Stati Uniti (bandiera)                      | A     | Austin Daye        | 1988 | 211 cm | 91 kg  |  |
| 10 | Italia (bandiera)                           | P     | Andrea De Nicolao  | 1991 | 185 cm | 75 kg  |  |
| 14 | Slovenia (bandiera)                         | C     | Gašper Vidmar      | 1987 | 211 cm | 110 kg |  |
| 15 | Serbia (bandiera) · Italia (bandiera)       | AG    | Mihajlo Jerkovic   | 1999 | 200 cm |        |  |
| 17 | Stati Uniti (bandiera)                      | AP    | Deron Washington   | 1985 | 203 cm | 95 kg  |  |
| 19 | Italia (bandiera)                           | AC    | Paul Biligha       | 1990 | 200 cm | 106 kg |  |
| 21 | Italia (bandiera)                           | P     | Marco Giuri        | 1988 | 194 cm | 90 kg  |  |
| 22 | Italia (bandiera)                           | AC    | Valerio Mazzola    | 1988 | 205 cm | 111 kg |  |
| 30 | Argentina (bandiera) · Italia (bandiera)    | GA    | Bruno Cerella      | 1986 | 194 cm | 93 kg  |  |
| 50 | Stati Uniti (bandiera)                      | AC    | Mitchell Watt      | 1989 | 208 cm | 102 kg |  |
| 77 | Rep. Ceca (bandiera)                        | G     | Tomáš Kyzlink      | 1993 | 196 cm | 80 kg  |  |
|    | Italia (bandiera)                           | P     | Davide Casarin     | 2003 | 192 cm | 82 kg  |  |
|    | Italia (bandiera)                           | G     | Mattia Favaretto   | 2000 | 191 cm |        |  |

| Allenatore |
| - Walter De Raffaele                                                                                           |
| Assistente/i                                                                                                   |
| - Giacomo Baioni - Alberto Billio - Gianluca Tucci Legenda - (C) Capitano - (IN) Inattivo - Infortunato Roster |

## Mercato

### Sessione estiva
| Acquisti | Acquisti          | Acquisti          | Acquisti          | Acquisti |
| R.a      | Nome              | da                | Modalità          |          |
| -------- | ----------------- | ----------------- | ----------------- | -------- |
| G        | Tomáš Kyzlink     | Mens Sana Siena   | fine prestito     |          |
| GA       | Bruno Cerella     | Olimpia Milano    | riscatto prestito |          |
| G        | Riccardo Visconti | Scaligera Verona  | fine prestito     |          |
| C        | Leonardo Totè     | Scaligera Verona  | fine prestito     |          |
| P        | Michele Antelli   | G.M. OrziBasket   | fine prestito     |          |
| G        | Federico Miaschi  | Virtus Padova     | fine prestito     |          |
| ALL      | Giacomo Baioni    | Dinamo Sassari    | definitivo        |          |
| AC       | Valerio Mazzola   | Auxilium Torino   | definitivo        |          |
| P        | Marco Giuri       | N.B. Brindisi     | definitivo        |          |
| AP       | Deron Washington  | Auxilium Torino   | definitivo        |          |
| P        | Julyan Stone      | Charlotte Hornets | definitivo        |          |
| C        | Gašper Vidmar     | Bandırma Banvit   | definitivo        |          |

| Cessioni | Cessioni          | Cessioni        | Cessioni       | Cessioni |
| R.       | Nome              | a               | Modalità       |          |
| -------- | ----------------- | --------------- | -------------- | -------- |
| AC       | Tomas Ress        |                 | ritirato       |          |
| P        | Édgar Sosa        | BCM Gravelines  | fine contratto |          |
| PG       | Riccardo Bolpin   | Pistoia Basket  | prestito       |          |
| AG       | Hrvoje Perić      | Pall. Trieste   | fine contratto |          |
| G        | Riccardo Visconti | Pall. Mantovana | prestito       |          |
| C        | Leonardo Totè     | Jesi Academy    | prestito       |          |
| G        | Dominique Johnson | Pistoia Basket  | fine contratto |          |
| P        | Michele Antelli   | U.C.C. Piacenza | fine contratto |          |
| G        | Federico Miaschi  | Trapani Shark   | prestito       |          |
| G        | Michael Jenkins   | Free agent      | fine contratto |          |
| AP       | Gediminas Orelik  | Free agent      | rescissione    |          |

### Dopo l'inizio della stagione
| Acquisti | Acquisti     | Acquisti         | Acquisti      | Acquisti   |
| R.       | Nome         | da               | Data          | Modalità   |
| -------- | ------------ | ---------------- | ------------- | ---------- |
| GA       | D.J. Kennedy | Melbourne United | 22 marzo 2019 | definitivo |

| Cessioni | Cessioni | Cessioni | Cessioni | Cessioni |
| R.       | Nome     | a        | Data     | Modalità |
| -------- | -------- | -------- | -------- | -------- |